# Tade Thompson
Tade Thompson és un psiquiatre i escriptor de ciència-ficció anglès d'origen ioruba.

## Biografia i obra
Thompson va néixer a Londres de pares iorubes i va créixer a Nigèria, atès que la seva família va abandonar el Regne Unit cap al 1976. Va estudiar medicina i antropologia social i es va especialitzar en psiquiatria. Més endavant, al 1998, Thompson va tornar al Regne Unit i, després va partir de nou per passar un any treballant a Samoa. Ara treballa a la costa sud d'Anglaterra.
Thompson s'ha especialitzat en obres de ciència-ficció i de terror. És autor de la novel·la Rosewater (finalista del premi John W. Campbell i guanyadora del premi Arthur C. Clarke 2019) i de la novel·la guanyadora del premi Kitschies Golden Tentacle, Making Wolf. Recentment s'han adquirit els drets cinematogràfics de la seva novel·la Els assassinats de la Molly Southbourne, que és també la seva primera novel·la traduïda al català. Thompson també escriu relats curts, com ara The Apologists, que va ser finalista al premi British Science Fiction Association. Thompson també treballa ocasionalment com a il·lustrador.

### Novel·les
- Making Wolf (2015)
- Rosewater (2016, versió revisada 2018)[6]
- The Rosewater Insurrection (2019)
- The Rosewater Redemption (2019)

### Sèrie «Molly Southbourne»
- The murders of Molly Southbourne (2017) [Els assassinats de la Molly Southbourne (2019)]
- The Survival of Molly Southbourne (2019)

### Relats curts
- The McMahon Institute for Unquiet Minds (2005)
- Slip Road (2009)
- Shadow (2010)
- Notes from Gethsemane (2012)
- Bicycle Girl (2013)
- One Hundred and Twenty Days of Sunlight (2013)
- Slip Road (revised) (2014)
- Budo or, The Flying Orchid (2014)
- The Monkey House (2015)
- Child, Funeral, Thief, Death (2015)
- The Last Pantheon (2015) with Nick Wood
- Decommissioned (2016)
- Household Gods (2016)
- The Apologists (2016)
- Gnaw (2016)
- Bootblack (2017)
- Yard Dog (2018)

### Poemes
- Komolafe (2013)

### Assaigs
- The Last Word on the Last Pantheon (2016), amb Nick Wood
- Please stop talking about the “RISE” of African Science Fiction (2018)